# Parabolinoididae
A Parabolinoididae a háromkaréjú ősrákok (Trilobita) osztályának az Asaphida rendjéhez, ezen belül az Anomocaroidea öregcsaládjához tartozó család.

## Rendszerezés
A családba az alábbi nemek tartoznak:
- Abdulinaspis
- Apomodocia
- Boestrupia
- Croixana
- Jasmundia
- Kendallina
- Minkella
- Orygmaspis
- Parabolinoides
- Pedinocephalus
- Pesaiella
- Roksaspis
- Stigmacephaloides
- Taenicephalops
- Taenicephalus
- Weishania